# Creed II
Creed II is een Amerikaanse boksfilm uit 2018, geregisseerd door Steven Caple Jr.. Het is het vervolg op Creed uit 2015 en de tweede spin-off van de Rocky-filmreeks. Voor acteur Sylvester Stallone is het zijn achtste film met het personage Rocky Balboa. De film ging in première op 14 november 2018 in het Lincoln Center for the Performing Arts in New York.

## Verhaal
Bokser Adonis Creed balancerend tussen persoonlijke verplichtingen en zijn volgende gevecht. De volgende tegenstander waar hij tegen moet vechten is Viktor Drago, de zoon van Ivan Drago. Deze strijd ziet Creed als zijn grootste uitdaging ooit, die hij absoluut wil winnen.

## Rolverdeling
| Acteur                         | Personage                |
| ------------------------------ | ------------------------ |
| Michael B. Jordan              | Adonis Creed             |
| Sylvester Stallone             | Rocky Balboa             |
| Tessa Thompson                 | Bianca                   |
| Phylicia Rashad                | Mary Anne Creed          |
| Dolph Lundgren                 | Ivan Drago               |
| Florian Munteanu               | Viktor Drago             |
| Russell Hornsby                | Buddy Marcelle           |
| Wood Harris                    | Tony "Little Duke" Evers |
| Milo Ventimiglia               | Robert Balboa            |
| Andre Ward                     | Danny "Stuntman" Wheeler |
| Brigitte Nielsen               | Ludmila Drago            |
| Carl Weathers (archiefbeelden) | Apollo Creed             |

## Ontvangst
De film werd positief ontvangen op de beoordelingssite Rotten Tomatoes, waar het 83% goede reviews ontving, gebaseerd op 230 beoordelingen. Op de site Metacritic kreeg de film een metascore van 66/100, gebaseerd op 45 critici.